# Aethomys thomasi
Aethomys thomasi — вид мишоподібних гризунів родини мишеві (Muridae). Вид поширений лише у Анголі. Мешкає у субтропічних та тропічних вологих саванах. Тіло сягає 141–158 мм завдовжки, хвіст — 108–146 мм.